# Clistopyga laevis
Clistopyga laevis là một loài tò vò trong họ Ichneumonidae.